# Fanchon and Marco
Fanchon and Marco est à la fois un duo de danseurs et la société de spectacle qu'ils ont fondée et qui s'est diversifiée comme propriétaires de salles de spectacles.

## Histoire
Le duo de danseurs est formé par le frère Mike Wolff (1894-1977), surnommé « Marco » et la sœur Fanny Wolff (1892-1965) surnommée « Fanchon », enfants d'un propriétaire d'une boutique de vêtements de Los Angeles,. Fanny joue du piano et danse tandis que son frère joue du violon et de la flûte. En 1915, Fanchon danse lors de l'Exposition internationale de Panama-Pacific de San Francisco. Ils débutent leur duo en 1919 par des fêtes et des réceptions avant d'être à l'affiche du restaurant Tait de San Francisco puis de plusieurs réseaux Western, Interstate et Keith-Orpheum,. La chanson Ain't We Got Fun? apparaît pour la première fois dans la revue Satires of 1920 menée par Fanchon and Marco.
En 1921, le duo fonde la société Fanchon & Marco Vaude-Film Production Company pour gérer leur spectacle et d'autres numéros. Le succès venant, ils forment une seconde troupe qui en se regroupant avec la première permet de présenter un spectacle nommé Sunkist à  Broadway à New York. Le spectacle Sunkist est un succès et en 1923 le duo forme des troupes itinérantes pour un nouveau marché. Les salles de cinéma et de théâtres avaient besoin de petits spectacles ou numéros en prologue de films et le duo propose un concept nommé Ideas de spectacle de 15 min. 52 Ideas sont produites en une année comprenant des numéros de danse, de vaudeville ou d'acteurs souvent avec de jolies jeunes femmes, nommées Sunkist Beauties.
Le studio est situé sur Sunset Boulevard près de Western Avenue tandis que l'entreprise devient une école des arts du spectacle. La plupart des spectacles sont conçus par Fanchon et doit recruter des beautés souvent locales pour les nombreux spectacles à travers tous les États-Unis et le Canada. Pour le Fox Theater d'Atlanta, seuls les costumes et numéros sont envoyés à la troupe locale. Les spectacles sont achetés par des salles sous la forme de franchise.
En 1929, avec la Grande Dépression, la  société Fanchon & Marco, Inc est contrainte de se diversifier car les salles qui avaient acheté des franchises font faillite,. Pour garder ses troupes actives, Fanchon & Marco achètent des salles principalement sur la côte Ouest et y présentent des spectacles dans lesquels figurent les Sunkist Beauties, les Fanchon and Marco Girls ou les Fanchonettes, au nombre de 48,. Pour trouver ces jeunes filles, de nombreuses auditions sont organisées et la gagnante du concours Harvest Moon Ball est engagée tel que Ruth Scheim et John Englert. En 1933, un numéro intitulé Carioca sert de base à la danse Carioca.
Dans le cadre de sa politique de reprise de salles, Fanchon and Marco prennent en 1934 un bail de 25 ans sur la salle St. Louis Fox Theatre. En septembre 1935, la société dépense 100 000 $ pour construire deux plateaux de tournage sur une partie du studio et une extension.
De 1935 et 1936, la compagnie présente lors de la California Pacific International Exposition à San Diego deux spectacles nommés Mickey Mouse Circus et Danse Follies,. À cette époque cinq troupes différentes se produisent dans les villes de la côte ouest.
En 1937, la société détient 65 salles de théâtre à travers les États-Unis.
Le 23 octobre 1941, Paramount Pictures et Fanchon and Marco achète la salle El Capitan Theatre et comptent en faire une salle de cinéma de luxe au prix de 150 000 $ de travaux. Le 19 mars 1942, elle est rebaptisée Hollywood Paramount Theatre.
Le 26 février 1959, la société ElectroVision Corporation, qui a changé de nom et de direction, annonce avoir acheté dix salles de cinéma détenues par le conglomérat Fanchon and Marco en Californie pour 2,5 millions $, dont le Hollywood Paramount Theatre et prévoit 28 salles supplémentaires.
La dernière salle détenue par l'entreprise est le Baldwin Theatre à Los Angeles mais la zone alentour ne se développe pas comme Marco Wolff le pensait et la salle peu rentable doit fermer.

## Sunkist Beauties, acteurs et étudiants
Parmi les nombreuses personnes ayant travaillé pour Fanchon and Marco ou étudié chez eux, il est possible de citer :
- Bonnie Cashin, costumière
- Cyd Charisse, âgée de 12 ans,
- Joan Crawford
- Bing Crosby
- Doris Day
- Johnny Downs
- Dorothy Lamour
- Judy Garland alors associée dans un numéro avec sa sœur
- Janet Gaynor
- Natalie Kingston
- George Kline Mann
- June Knight
- Donald O'Conner
- Jean Porter
- Martha Raye
- Helen Rose, costumière
- Harry Saltzman
- George Stoll
- Eleanore Whitney
- Mitchell & Durant

Pour les étudiants :
- Lucille Ann « Johnnie » Collier
- Ann Miller

## Salles détenues
Il est possible de citer :
- 5th Avenue Theater (en) à Seattle
- Avalon
- Boulevard Theater (Los Angeles)
- Elsinore Theater
- Fox ( West Coast) Theaters (1935)
- Hi-Pointe
- Granada
- Grand Theater (St. Louis)
- Ivanhoe
- La Fayette
- Loew's State Theater (1930)
- Manchester Theater
- New California Theater (1927 San Diego)
- New Oakland Theater (1928)
- Palace Theater (L.A.)
- Pantages Theatre (L.A.)
- Paramount Theatre à Los Angeles
- Roxy Theater
- Senator Theater (Sacramento)
- Strand Theatre (performed)
- Tabor Theater (Denver)
- Tivoli Theatre
- Tower Theater ouvert en 1927 à Saint-Louis, Missouri[9]
- Warfield Theatre (en) (1923)
- Yale Theatre

## Filmographie
- 1925 - Studio Tour (Fanchon)
- 1927 - A Trip Through the Paramount Studios (Fanchon)
- 1928 - L'amour joue et gagne (chorégraphie)
- 1929 - Alibi (directeur de danse)
- 1929 - Hearts in Dixie (chorégraphie)
- 1935 - Paddy O'Day (chorégraphie)
- 1935 - Star Night at the Coconut Grove (FM Girls)
- 1936 - The Song and Dance Man (chorégraphie)
- 1937 - Romance burlesque (Producteur : Fanchon, aussi Fanchonettes)
- 1937 - Turn off the Moon (Producteur : Fanchon, aussi Fanchonettes)
- 1943 - Hello Frisco, Hello (superviseur de danse)
- 1943 - L'Île aux plaisirs (superviseur de danse)
- 1943 - Symphonie magique (superviseur de danse)
- 1944 - Pin Up Girl (superviseur de danse)
- 1945 - All-Star Bond Rally (Producteur)
- 1945 - Drôle d'histoire (chorégraphie)
- 1946 - Rendezvous with Annie (chorégraphie)
- 1946 - Plainsman and the Lady (en) (chorégraphie)
- 1947 : Musique aux étoiles (Calendar Girl) d'Allan Dwan, Chorégraphie Fanchon
- 1947 - Hit Parade (chorégraphie)
- 1948 - Campus Honeymoon (en) (Producteur)